# 761 Brendelia
Brendelia è un asteroide della fascia principale. Scoperto l'8 settembre 1913, presenta un'orbita caratterizzata da un semiasse maggiore pari a 2,8635059 UA e da un'eccentricità di 0,0637128, inclinata di 2,16217° rispetto all'eclittica.
Stanti i suoi parametri orbitali, è considerato un membro della famiglia Coronide.
Il suo nome è in onore dell'astronomo tedesco Martin Brendel.